# Фирик, Боб
Роберт Джозеф «Боб» Фирик (англ. Robert Joseph "Bob" Feerick; 2 января 1920 года, Сан-Франциско, Калифорния — 8 июня 1976 года, там же) — американский профессиональный баскетболист и тренер.

## Карьера игрока
Играл на позиции атакующего защитника и лёгкого форварда. Учился в университете Санта-Клары, с 1942 по 1945 год служил на флоте. 5 сентября 1941 года женился на Элинор Рогус, у них родилось четверо детей (Роберт, Ричард, Ди и Чарльз). В 1945 году заключил контракт с командой «Ошкош Олл-Старз», которая выступала в Национальной баскетбольной лиге (НБЛ). Позже выступал за команду «Вашингтон Кэпитолс», которая в свою очередь выступала в Баскетбольной ассоциации Америки (БАА), предшественнице НБА, и которую тренировал Рэд Ауэрбах. Всего в НБЛ провёл 1 сезон, а в БАА/НБА — 4 сезона. Два раза включался в 1-ю сборную всех звёзд БАА (1947—1948), а также один раз — во 2-ю сборную всех звёзд БАА (1949). Всего за карьеру в НБЛ сыграл 21 игру, в которых набрал 198 очков (в среднем 9,4 за игру). Всего за карьеру в НБА сыграл 221 игру, в которых набрал 2936 очков (в среднем 13,3 за игру) и сделал 440 передач.

## Карьера тренера
Последний сезон в качестве игрока Фирик, после ухода Рэда Ауэрбаха, был играющим тренером родной команды «Вашингтон Кэпитолс» (1949—1950). После завершения профессиональной карьеры игрока стал главным тренером баскетбольной команды родного университета «Санта-Клара Бронкос», выступающей в NCAA, которую тренировал на протяжении двенадцати сезонов (1950—1962). Затем Фирик сменил прописку, перейдя в клуб Уилта Чемберлена «Филадельфия Уорриорз», который в 1962 году переехал в его родной город Сан-Франциско, и проработал в нём на должности главного тренера всего один год (1962—1963). По итогам регулярного сезона команда «Сан-Франциско Уорриорз» в плей-офф не попала, и по окончании чемпионата Фирик был уволен со своего поста, а ему на смену пришёл Алекс Ханнум, однако он не покинул команду, а был назначен на должность генерального менеджера.

## Смерть
Боб Фирик умер от сердечного приступа 8 июня 1976 года в возрасте 56 лет в городе Сан-Франциско (штат Калифорния).

## Статистика

### Статистика в НБА
| Сезон                                                                                    | Команда            | Регулярный сезон | Регулярный сезон | Регулярный сезон | Регулярный сезон | Регулярный сезон | Регулярный сезон | Регулярный сезон | Регулярный сезон | Регулярный сезон | Регулярный сезон | Регулярный сезон | Серия плей-офф | Серия плей-офф | Серия плей-офф | Серия плей-офф | Серия плей-офф | Серия плей-офф | Серия плей-офф | Серия плей-офф | Серия плей-офф | Серия плей-офф | Серия плей-офф |
| Сезон                                                                                    | Команда            | GP               | GS               | MPG              | FG%              | 3P%              | FT%              | RPG              | APG              | SPG              | BPG              | PPG              | GP             | GS             | MPG            | FG%            | 3P%            | FT%            | RPG            | APG            | SPG            | BPG            | PPG            |
| ---------------------------------------------------------------------------------------- | ------------------ | ---------------- | ---------------- | ---------------- | ---------------- | ---------------- | ---------------- | ---------------- | ---------------- | ---------------- | ---------------- | ---------------- | -------------- | -------------- | -------------- | -------------- | -------------- | -------------- | -------------- | -------------- | -------------- | -------------- | -------------- |
| 1946/47                                                                                  | Вашингтон Кэпитолс | 55               |                  |                  | 40,1             |                  | 76,2             | 0,0              | 1,3              |                  |                  | 16,8             | 6              |                |                | 31,8           |                | 74,1           | 0,0            | 1,0            |                |                | 15,0           |
| 1947/48                                                                                  | Вашингтон Кэпитолс | 48               |                  |                  | 34,0             |                  | 78,8             | 0,0              | 1,2              |                  |                  | 16,1             | Не участвовал  | Не участвовал  | Не участвовал  | Не участвовал  | Не участвовал  | Не участвовал  | Не участвовал  | Не участвовал  | Не участвовал  | Не участвовал  | Не участвовал  |
| 1948/49                                                                                  | Вашингтон Кэпитолс | 58               |                  |                  | 35,0             |                  | 85,9             | 0,0              | 3,2              |                  |                  | 13,0             | 1              |                |                | -              |                | 100,0          | 0,0            | 1,0            |                |                | 2,0            |
| 1949/50                                                                                  | Вашингтон Кэпитолс | 60               |                  |                  | 34,4             |                  | 79,9             | 0,0              | 2,1              |                  |                  | 8,1              | 2              |                |                | 25,0           |                | 75,0           | 0,0            | 3,0            |                |                | 4,5            |
|                                                                                          | Всего              | 221              |                  |                  | 36,2             |                  | 80,5             | 0,0              | 2,0              |                  |                  | 13,3             | 9              |                |                | 31,1           |                | 75,8           | 0,0            | 1,4            |                |                | 11,2           |
| Наведите курсор мыши на аббревиатуры в заголовке таблицы, чтобы прочесть их расшифровку. |                    |                  |                  |                  |                  |                  |                  |                  |                  |                  |                  |                  |                |                |                |                |                |                |                |                |                |                |                |